# Zárkos
Zárkos är en ort i Grekland.   Den ligger i prefekturen Trikala och regionen Thessalien, i den centrala delen av landet, 230 km nordväst om huvudstaden Aten. Zárkos ligger 137 meter över havet och antalet invånare är 1 407.
Terrängen runt Zárkos är huvudsakligen kuperad, men åt sydväst är den platt. Runt Zárkos är det ganska glesbefolkat, med 29 invånare per kvadratkilometer. Närmaste större samhälle är Farkadóna, 4,9 km väster om Zárkos. Trakten runt Zárkos består till största delen av jordbruksmark.